# Wab-Priester
Wab-Priester ist im Alten Ägypten ein spezieller Rang und Dienstbereich eines Priesters.

## Funktionen und Ränge
Ein Wab-Priester war dem „Gottesdiener“, Hem-netjer, unterstellt und assistierte diesem. Wab-Priester hatten die Aufgabe, Opfergaben, Musikinstrumente und heilige Kultobjekte zum Schrein, Alkoven oder Altar zu bringen und zu reinigen. Sie trugen Kultbarken zu den Totentempeln und Ka-Häusern und beaufsichtigten die Maler und Zeichner. Ein Wab-Priester musste keusch sein, er rasierte sich täglich von Kopf bis Fuß und badete zweimal täglich wie nächtlich. Wab-Priester waren beschnitten. Auch ihre Kleidung musste tadellos sauber sein, sie durfte zudem nicht aus Tierhaut oder -fellen bestehen. Wab-Priester durften außerdem kein Schweinefleisch, keine Bohnen und keinen Fisch essen.
Innerhalb des Amts eines Wab-Priesters gab es verschiedene Ränge: Den höchsten Rang genoss der Wab-nesu („Wab-Priester des Königs“), ihm unterstand der Imi-ra-wabu („Aufseher über die Wab-Priester“), dem wiederum der einfache Wab diente. Den Dienst eines Wab-Priesters versahen hauptsächlich Männer, aus dem Alten Reich und Neuen Reich sind aber auch Frauen als Wab-Priesterinnen bezeugt. Inschriften aus beiden Epochen belegen, dass Frauen denselben Lohn erhielten wie Männer. Einer der am frühesten belegten Wab-Priester war Nefersetech unter König Seth-Peribsen, der während der 2. Dynastie amtierte und den Titel eines Wab-nesu trug. Ein weiterer, bekannter Wab-Priester war der Beamte Scheri, der in der frühen 4. Dynastie wirkte und „Vorsteher der Wab-Priester des Peribsen in der Nekropole des Sened“ war.